# Dittmannsdorf (Kitzscher)
Dittmannsdorf ist ein Ortsteil der sächsischen Stadt Kitzscher im Landkreis Leipzig. Gemeinsam mit seinem Ortsteil Braußwig wurde er am 1. Januar 1974 eingemeindet.

## Geographie

### Geographische Lage und Verkehr
Dittmannsdorf liegt etwa 23,5 Kilometer südsüdöstlich der sächsischen Großstadt Leipzig. Das Dorf liegt am linken Ufer der hier in Ost-West-Richtung fließenden Eula. Südlich des Ortes verläuft die Bundesstraße 176 Bad Langensalza–Hartha. Über diese wird die westlich von Dittmannsdorf gelegene Bundesstraße 95 und die Bundesautobahn 72 (Anschlussstelle Borna-Nord) erreicht.

### Nachbarorte
|                    | Braußwig                                    | Kitzscher |
| Eula               | Kompassrose, die auf Nachbargemeinden zeigt | Beucha    |
| Borna, Kesselshain | Borna, Flur Bockwitz                        |           |

## Geschichte

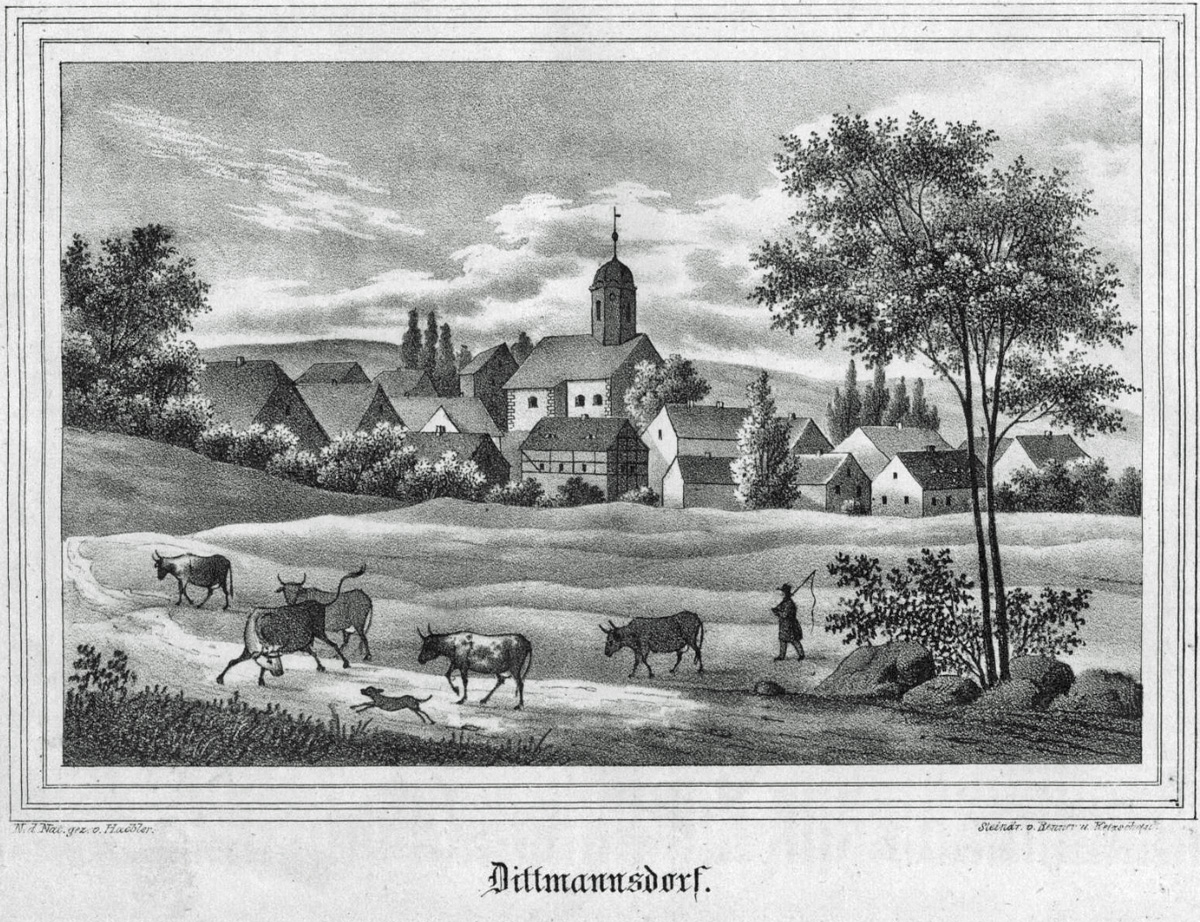
Dittmannsdorf um 1840

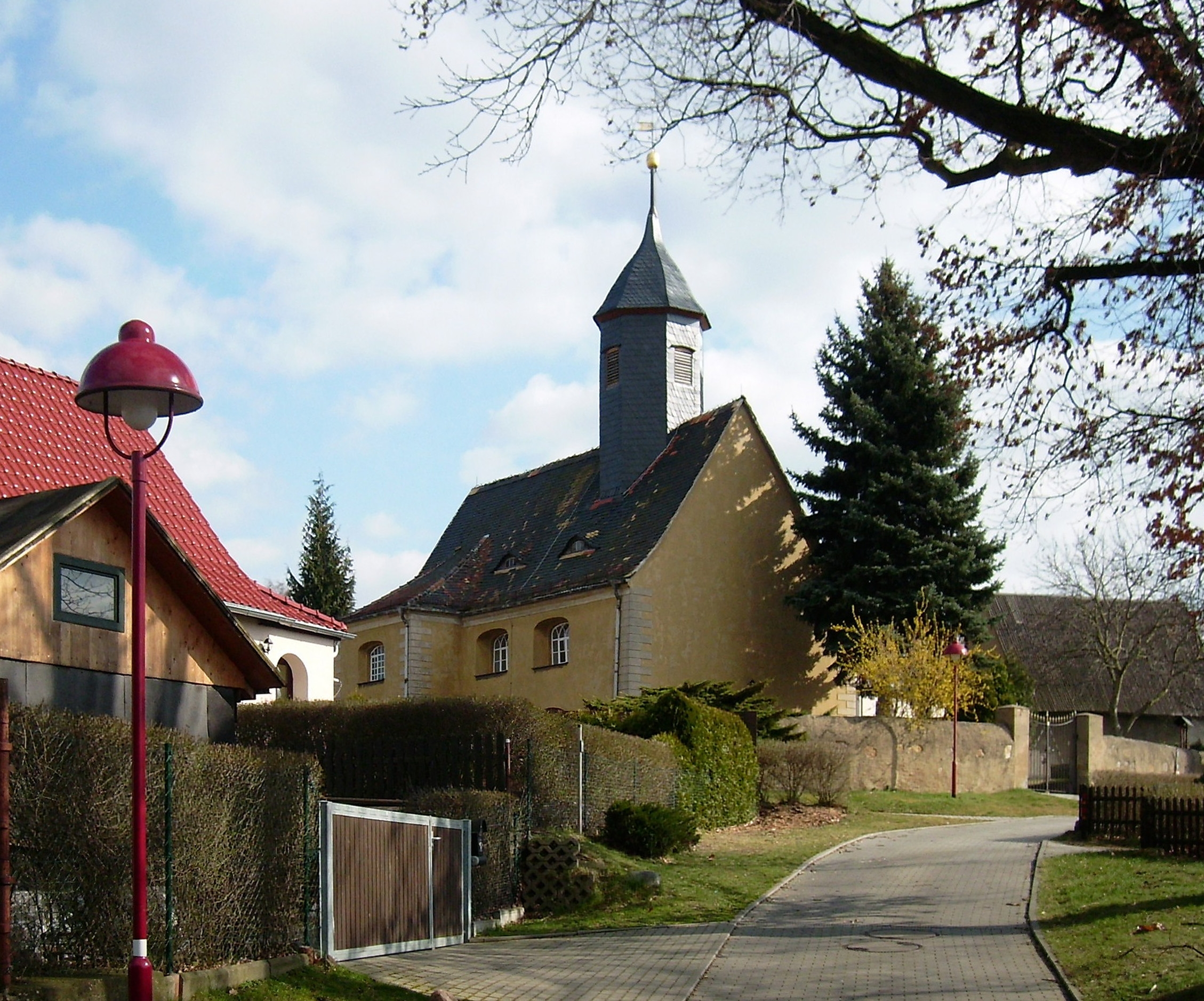
Die Dittmannsdorfer Kirche 2008

Die erste belegte Ortsnamenform des Zeilendorfs Dittmannsdorf datiert von 1096 als Diemarisdorf. 1525 hat Dittmannsdorf einschließlich des Müllers 15 Einwohner. In der Mitte des 18. Jahrhunderts bestand der Ort aus Hintersässer-, Anspänner- und Gärtnergütern sowie einer Mühle und dem Pfarrgut. Bezüglich der Grundherrschaft gehörte Dittmannsdorf bis ins 19. Jahrhundert zu Rittergut Kitzscher. Die Kirche des Orts ist eine Filialkirche von Kitzscher. Sie birgt die erste vom Bornaer Orgelbauer Urban Kreutzbach gefertigte Orgel. Dittmannsdorf lag bis 1856 im kursächsischen bzw. königlich-sächsischen Amt Borna. Ab 1856 gehörte der Ort zum Gerichtsamt Borna und ab 1875 zur Amtshauptmannschaft Borna. Am 1. April 1935 erfolgte die Eingemeindung von Braußwig nach Dittmannsdorf.
Durch die zweite Kreisreform in der DDR im Jahr 1952 wurde die Gemeinde Dittmannsdorf dem Kreis Borna im Bezirk Leipzig angegliedert. Mit der Eingemeindung von Dittmannsdorf nach Kitzscher wurden Dittmannsdorf und Braußwig am 1. Januar 1974 Ortsteile von Kitzscher. Seit 1990 gehörte Dittmannsdorf als Ortsteil der Stadt Kitzscher zum sächsischen Landkreis Borna, der 1994 im Landkreis Leipziger Land und 2008 im Landkreis Leipzig aufging.

### Entwicklung der Einwohnerzahl
| Jahr    | Einwohnerzahl                                      |
| ------- | -------------------------------------------------- |
| 1548/51 | 16 besessene Mann, 1 Gärtner, 6 Inwohner, 17 Hufen |
| 1764    | 16 besessene Mann, 4 Häusler, 17 Hufen             |
| 1834    | 166                                                |
| 1871    | 286                                                |

| Jahr   | Einwohnerzahl |
| ------ | ------------- |
| 1890   | 253           |
| 1910   | 248           |
| 1925   | 278           |
| 1939 1 | 532           |

| Jahr   | Einwohnerzahl |
| ------ | ------------- |
| 1946 1 | 486           |
| 1950 1 | 795           |
| 1964 1 | 553           |